# کوچکار
کوچکار (انگلیسی: Kochkar) یک شهرک در شهرستان ملئوزوفسکی استان باشقیرستان کشور روسیه است.